# Паљијара (Беневенто)
Паљијара је насеље у Италији у округу Беневенто, региону Кампанија.
Према процени из 2011. у насељу је живело 350 становника. Насеље се налази на надморској висини од 359 м.